# Beiersdorf AG

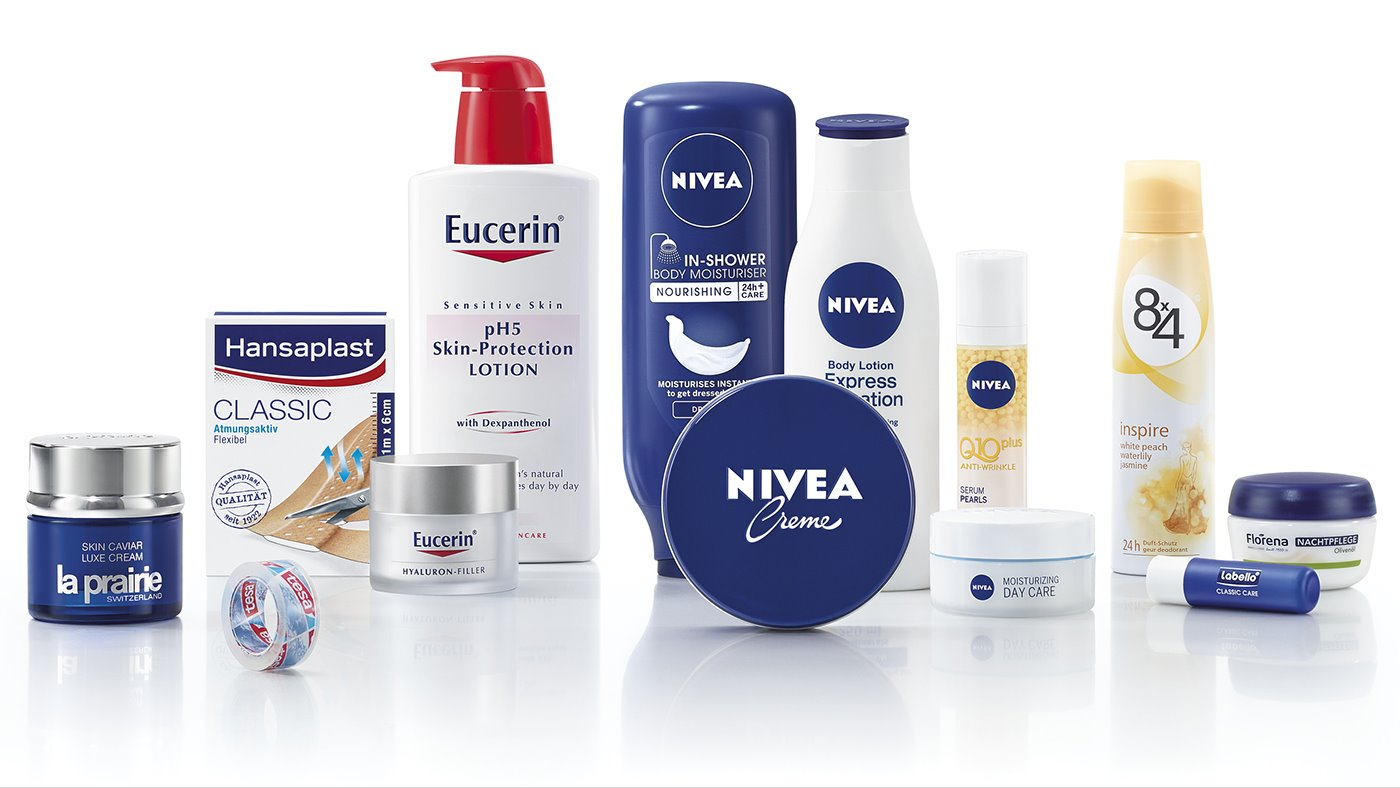

Beiersdorf AG, BDF, är ett tyskt företag inom hygien- och kroppsvårdindustrin, med säte i Hamburg. Företaget tillverkar även tejp av olika slag under varumärket Tesa. Beierdorfs svenska huvudkontor ligger i Göteborg. Beiersdorf AG omsatte drygt 80 miljarder 2017, varav den svenska försäljningen uppgick till cirka 600 miljoner. Företaget ingår i det familjeägda holdingbolaget Maxingvest AG.  
Beiersdorf AG grundades 1882 av apotekaren Paul Carl Beiersdorf i Hamburg. Han hade då ett apotek på Mühlenstraße där han byggt upp ett laboratorium. Företaget startade då Beiersdorf utvecklade en ny typ av plåster och tog patent på det. Plåstret hade han utvecklat tillsammans med dermatologen Paul Gerson Unna. Ett år senare sålde Beiersdorf sitt apotek och startade upp sin verksamhet i Altona. Företaget togs över av Oscar Troplowitz 1890. Troplowitz förvandlade laboratoriet till en ledande firma på marknaden. 1892 stod en ny fabrik klar i Eimsbüttel där huvudkontoret än idag återfinns. 
Läppvårdsstiftet Labello, utvecklat av Troplowitz, lanserades 1909 och blev en stor framgång på flera europeiska marknader. Företaget fick 1911 en ny stor framgång då Troplowitz lanserade Nivea, den första stabila fett- och fuktighetskrämen. Företaget hade även en drivande person i Hanns Mankiewicz, svåger till Troplowitz. 
Efter första världskriget omvandlades företaget 1922 till ett aktiebolag. Företaget hade tidigt varit internationellt orienterat och växte nu med sina märken Nivea, Labello, Hansaplast och Leukoplast på världsmarknaden. Man hade produktion i 23 länder vid denna tid. Andra världskriget och dess slut innebar att man förlorade sina utländska bolag och rättigheterna till varumärket Nivea i enstaka länder. Återuppbyggnaden av företaget innebar också att man under kommande decennier köpte tillbaka varumärkesrättigheterna man förlorat vilket skedde in på 1990-talet.

## Beiersdorfs varumärken[7]
- Atrix
- Eucerin
- Florena
- Hansaplast/Elastoplast
- Dubbeldusch
- Labello
- Nivea
- Tesa
- La Praire